# Michelbach an der Bilz
Michelbach an der Bilz település Németországban, azon belül Baden-Württembergben. Lakosainak száma 3542 fő (2023. december 31.).

## Népesség
| Lakosok száma | 2479 | 3389 | 3389 | 3597 | 3574 | 3542 |
|               | 1975 | 2017 | 2019 | 2021 | 2022 | 2023 |